# Order Wolności (Węgry)
Order Wolności nazwa pełna Order Zasługi Węgierskiej Wolności (węg. Magyar Szabadság Érdemrend) – odznaczenie węgierskie, nadawane w latach 1946–1989 za wybitne zasługi w „wyzwalaniu” i „demokratyzacji” Węgier w czasie II wojny światowej. Podzielony był na dwie klasy/stopnie (srebrny i brązowy). 
Order miał kształt dziesięciopromiennej gwiazdy, na awersie której umieszczono wizerunek Lajosa Kossutha. Wygląd orderu uległ lekkim modyfikacjom w 1947 (zmiana z półprofilu na profil bohatera, patynowanie brązu przy II klasie) i 1957 (srebrzenie brązu w I klasie i złocenie brązu przy II klasie).
Wstążka orderu była czerwona, z biało-zielonymi paskami wzdłuż krawędzi (kolory flagi węgierskiej).
Brązowy order w wersji z 1957 otrzymało 2150 osób.